# Alcelaphus buselaphus lichtensteinii
A gondonga  ou vaca-do-mato (Alcelaphus buselaphus lichtensteinii) é um antílope africano. Anteriormente, pertencia a um gênero próprio, Sigmoceros Heller, 1912, diferente das demais vacas-do-mato, mas posteriormente foi transferida para o gênero Alcelaphus (Gentry, 1990).
Ainda mais recentemente, constatou-se que a gondonga não constituía sequer uma espécie à parte, mas sim uma subespécie da espécie Alcelaphus buselaphus (da mesma forma que a caama), e por essa razão foi reclassificada para a classificação atual.